# Alexei Wladimirowitsch Jablokow

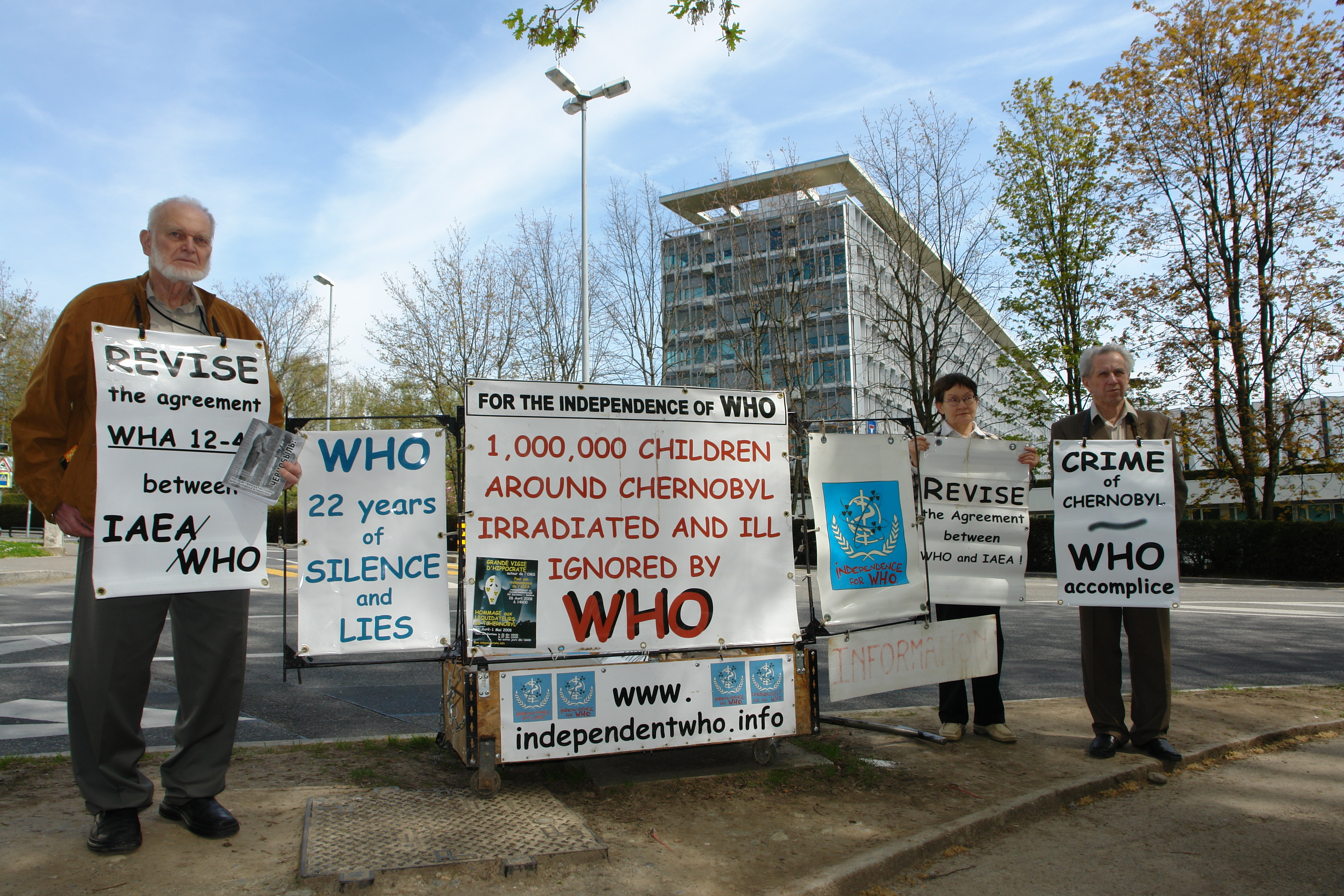
Protest mit Rosa Gontscharowa und Wassili Nesterenko (rechts) vor dem Sitz der WHO, Genf, 2008

Alexei Wladimirowitsch Jablokow (russisch Алексей Владимирович Яблоков, engl. Transkription Alexey V. Yablokov; * 3. Oktober 1933 in Moskau; † 10. Januar 2017 ebenda) war ein russischer Biologe und Umweltpolitiker. Er war korrespondierendes Mitglied der Russischen Akademie der Wissenschaften und Mitglied im Vorstand des Russischen Zentrums für Ökologische Politik.

## Leben
Jablokow studierte Biologie an der Lomonossow-Universität Moskau. 1956 schloss er das Studium ab und wurde Assistent. 1959 erlangte er den akademischen Grad Kandidat der Wissenschaften und 1965 den russischen Doktorgrad (entspricht der Habilitation). Von 1969 bis 1991 war er Abteilungsleiter am Kolzow-Institut für Entwicklungsbiologie der Akademie der Wissenschaften der UdSSR.
Zur Zeit der Perestroika gründete Jablokow 1988 die sowjetische Filiale von Greenpeace und blieb bis 1991 deren Vorsitzender. Von 1989 bis 1997 war er in verschiedenen Ämtern Umweltberater für die Präsidenten Michail Gorbatschow und Boris Jelzin. 1993 wurde der als Jablokow-Report bekannte wissenschaftliche Bericht veröffentlicht, der von 46 Experten unter der Federführung von Alexei Jablokow erstellt wurde. Der Bericht dokumentiert die Versenkung von Atommüll, insbesondere zahlreicher Nuklearreaktoren, im Meer. Er löste eine internationale Debatte um die Entsorgung des Atommülls der russischen Flotte aus.
2005 gründete Jablokow den Bund der Grünen Russlands und wurde deren Vorsitzender. Nach dessen Auflösung ein Jahr später ging er in die Partei Jabloko und wurde Vorsitzender der neuen Fraktion Grünes Russland.
Er engagierte sich als Mitglied des Western Gray Whale Advisory Panel (WGWAP) in der International Union for Conservation of Nature and Natural Resources (IUCN) für den Schutz des Grauwals. Aufsehen erregte eine 2007 veröffentlichte und 2009 ins Englische übersetzte Studie, die er mit Wassili und Alexei Nesterenko verfasste, in der geschätzt wurde, dass fast eine Million Menschen durch die Folgen der Nuklearkatastrophe von Tschernobyl vorzeitig gestorben seien.

## Ehrungen
Alexei Jablokow erhielt 2000 die Goldmedaille des WWF und zusammen mit Fran Macy 2002 den Nuclear-Free Future Award. Seit 1995 war er Ehrendoktor der Universität Brüssel und seit 1996 Mitglied der American Academy of Arts and Sciences. 1996 erhielt er die Busk Medal der Royal Geographical Society.

## Schriften
- Beluha Whale. 1959.
- mit V. M. Belkovich und V. I. Borisov: Whales and Dolphins. Joint Publications Research Service, 1974.
- Population Biology. Central Books, 1987, ISBN 0-7147-2447-5.
- mit S. A. Ostroumov: Conservation of Living Nature and Resources. Problems, trends, and prospects. Springer, Berlin 1991, ISBN 3-540-52096-1.
- Jablokow-Report. 1993.
  - engl. Fassung: Radioactive Waste Disposal in Seas Adjacent to the Territory of the Russian Federation. In: Marine Pollution Bulletin. Band 43, Nr. 1–6, 2001, S. 8–18, doi:10.1016/S0025-326X(01)00073-X.
- mit William Eugene Evans: Non-Invasive Study of Mammalian Populations. Pensoft, 2004, ISBN 954-642-204-5.
- mit Reiner Braun und Ute Watermann (Hrsg.): Chernobyl 20 Years After: Myth and Truth. Agenda-Verlag, Münster 2006, ISBN 3-89688-278-3.
- mit C. C. Busby (Hrsg.): Chernobyl 20 Years On: Health Effects of the Chernobyl Accident. ECRR, Brüssel 2006, ISBN 1-897761-25-2 (euradcom.org (Memento vom 18. Oktober 2011 im Internet Archive) [PDF; 10 kB]).
- mit Vassily B. Nesterenko und Alexey V. Nesterenko: Chernobyl: Consequences of the Catastrophe for People and the Environment (= Annals of the New York Academy of Sciences. Band 1181). Blackwell Publishing, Boston 2009, ISBN 978-1-57331-757-3 (Onlineinformation;  Index (Memento vom 19. August 2013 im Internet Archive)).